# آی.او. آی
آی. او. آی (کره‌ای: 아이오아이؛ انگلیسی: I.O.I) همچنین با نام IOI یا ایدئال آیدل (انگلیسی: Ideal of Idol) نیز شناخته می‌شود، گروه دخترانهٔ کره جنوبی تشکیل شده توسط سی‌جی ئی اند ام از طریق برنامه واقع‌نمای شبکه ام‌نت به نام پرودوس ۱۰۱ بود. این گروه متشکل از یازده عضو بود که از میان ۱۰۱ کارآموز از شرکت‌های سرگرمی مختلف در این برنامه انتخاب شدند: جون سو-می، کیم سه-جونگ، چوی یو-جونگ، کیم چونگ-ها، کیم سو-هه، ژو جی‌چیونگ، جونگ چه-یون، کیم دو-یون، کانگ می نا، لیم نا-یونگ و یو یون جونگ. این گروه در ۴ مه ۲۰۱۶ با انتشار آلبوم چندآهنگه به نام شفیره فعالیت خود را آغاز کرد.
کنسرت این گروه با نام «تایم اسلیپ – آی.او. آی» که از ۲۰ تا ۲۲ ژانویه ۲۰۱۷ برگزار شد، آخرین فعالیت گروهی آنها بر روی استیج بود. آی.او. آی در ژانویه ۲۰۱۷ به صورت رسمی منحل شد و هر یک از اعضا به آژانس‌های سرگرمی خود برگشتند.

## اعضا
- لیم نا-یونگ (임나영) – لیدر[۳]
- کیم چونگ-ها (김청하)
- کیم سه-جونگ (김세정)
- جونگ چه-یون (정채연)
- ژو جی‌چیونگ (주결경)
- کیم سو-هه (김소혜)
- یو یون جونگ (유연정)
- چوی یو-جونگ (최유정)
- کانگ می نا (강미나)
- کیم دو-یون (김도연)
- جون سو-می (전소미)

### زیر گروه
آی.او. آی ساب یونیت – نایونگ، چونگ‌ها، جی‌چیونگ، سوهه، یوجونگ، دویون و سومی

## ترانه‌شناسی

### آلبوم‌های چندآهنگه
| شفیره                                                                         | - انتشار: ۴ مه ۲۰۱۶ - ناشر: وای‌ام‌سی انترتینمنت - فرمت: سی‌دی، دانلود دیجیتال     | ۴ | —  | - KOR: 87,026 - JPN: 303 - US: 1,000 |
| دلت برام تنگ شده؟                                                             | - انتشار: ۱۷ اکتبر ۲۰۱۶ - ناشر: وای‌ام‌سی انترتینمنت - فرمت: سی‌دی، دانلود دیجیتال | ۲ | ۱۱ | - KOR: 106,439 - JPN: 1,322          |
| نشانهٔ «—» مواردی را نشان می‌دهد که در آن کشور منتشر نشده یا به جدول نرسیده‌اند. |                                                                                 |   |    |                                      |

### تک‌آهنگ‌ها
| عنوان                                                                         | سال  | بهترین جایگاه جدول | بهترین جایگاه جدول | بهترین جایگاه جدول | بهترین جایگاه جدول | بهترین جایگاه جدول | فروش                                  | آلبوم             |
| عنوان                                                                         | سال  | کره جنوبی          | کره جنوبی          | کره جنوبی          | ژاپن هات           | یواِس ورلد          | فروش                                  | آلبوم             |
| عنوان                                                                         | سال  | دیجیتال            | فیزیکی             | هات                | ژاپن هات           | یواِس ورلد          | فروش                                  | آلبوم             |
| ----------------------------------------------------------------------------- | ---- | ------------------ | ------------------ | ------------------ | ------------------ | ------------------ | ------------------------------------- | ----------------- |
| «کراش»                                                                        | ۲۰۱۶ | ۱۲                 | —                  | —                  | —                  | —                  | - KOR: 344,126                        | شفیره             |
| «رؤیای دختران»                                                                | ۲۰۱۶ | ۷                  | —                  | —                  | —                  | —                  | - KOR: 652,321                        | شفیره             |
| «مرد خوب»                                                                     | ۲۰۱۶ | ۲                  | ۲                  | —                  | —                  | ۹                  | - KOR: 78,535 (فیزیکی) - KOR: 371,336 | تک‌آهنگ بدون آلبوم |
| «دست در دست» (손에 손잡고)                                                    | ۲۰۱۶ | ۱۳۹                | ۶                  | —                  | —                  | —                  | - KOR: 4,039 (فیزیکی)                 | تک‌آهنگ بدون آلبوم |
| «خیلی خیلی خیلی» (너무너무너무)                                               | ۲۰۱۶ | ۱                  | —                  | ۹۸                 | ۸۰                 | ۴                  | - KOR: 1,319,944                      | دلت برام تنگ شده؟ |
| «رگبار» (소나기)                                                              | ۲۰۱۷ | ۳                  | —                  | ۳۹                 | —                  | —                  | - KOR: 1,112,589 - US: 2,000          | تک‌آهنگ بدون آلبوم |
| نشانهٔ «—» مواردی را نشان می‌دهد که در آن کشور منتشر نشده یا به جدول نرسیده‌اند. |      |                    |                    |                    |                    |                    |                                       |                   |

### تک‌آهنگ‌های تبلیغاتی
| عنوان                                                                         | سال  | بهترین جایگاه جدول | فروش | آلبوم      |
| عنوان                                                                         | سال  | کره جنوبی          | فروش | آلبوم      |
| ----------------------------------------------------------------------------- | ---- | ------------------ | ---- | ---------- |
| «باهم یکی شدن» (به همراه هنرمندان مختلف)                                      | ۲۰۱۶ | —                  | —    | هوشی، آغاز |
| نشانهٔ «—» مواردی را نشان می‌دهد که در آن کشور منتشر نشده یا به جدول نرسیده‌اند. |      |                    |      |            |

## ویدیوگرافی

### موزیک ویدئو
| سال              | سال  | کارگردان    | منابع  |
| ---------------- | ---- | ----------- | ------ |
| «کراش»           | ۲۰۱۶ | ناشناخته    |        |
| «رؤیای دختران»   | ۲۰۱۶ | هونگ وون کی | [ ۲۵ ] |
| «مرد خوب»        | ۲۰۱۶ | هونگ وون کی | [ ۲۶ ] |
| «خیلی خیلی خیلی» | ۲۰۱۶ | دیجی‌پدی     | [ ۲۷ ] |
| «باهم یکی شدن»   | ۲۰۱۶ | ناشناخته    |        |
| «رگبار»          | ۲۰۱۷ | ناشناخته    |        |

## کنسرت
- تایم اسلیپ – آی.او. آی (۲۰۱۷)

## فیلم‌شناسی

### ریلتی شو
- پرودوس ۱۰۱ (۲۰۱۶)
- استند بای آی.او. آی (۲۰۱۶)[۲۸]
- ال‌ای‌ان کابل فرندز آی.او. آی (۲۰۱۶)[۲۹]
- برنامهٔ دلم برات خیلی خیلی خیلی تنگ شده (۲۰۱۶)[۳۰]